# Varuzhan Akobian
Varuzhan Akobian (Yerevan, 19 de novembre de 1983) és un jugador d'escacs estatunidenc d'origen armeni, que té el títol de Gran Mestre des de 2003.
A la llista d'Elo de la FIDE del desembre de 2021, hi tenia un Elo de 2600 punts, cosa que en feia el jugador número 18 (en actiu) dels Estats Units, i el número 225 del rànquing mundial. El seu màxim Elo va ser de 2653 punts, a la llista de juny de 2014 (posició 101 al rànquing mundial).

## Resultats destacats en competició
Akobian va obtenir el títol de Mestre Internacional a setze anys. El 2001 es va mudar als Estats Units, i una setmana després del seu vintè aniversari, el novembre de 2003, va obtenir el títol de Gran Mestre.
Ha guanyat el fort World Open de Filadèlfia en quatre ocasions; va compartir el primer lloc el 2002, i el va guanyar en solitari els anys 2004, 2007 i 2013. El 2006 va empatar al primer lloc amb Vadim Milov al fort torneig de San Marino amb una performance de 2796.
El 2007 va empatar als llocs 1r–8è amb Hikaru Nakamura, Alexander Shabalov, Darmén Sadvakàssov, Zviad Izoria, Victor Mikhalevski, Magesh Chandran Panchanathan i Justin Sarkar a l'obert de Miami. i empatà al primer lloc amb cinc altres jugadors al Campionat Panamericà disputat a Cali, Colòmbia (el campió fou Julio Granda). Aquest resultat li va donar la classificació per la Copa del Món de 2007, on fou eliminat en primera ronda. També va prendre part a la Copa del Món de 2009 on fou eliminat per Ruslan Ponomariov en segona ronda.
El 2007, Akobian va sortir a la sèrie documental de l'MTV True Life, en un episodi titulat «I'm a Genius».
El maig de 2014, era el cinquè jugador dels Estats Units, amb un Elo de 2643 punts. Aquell mes, mentre participava en el campionat dels Estats Units a Saint Louis hi va empatar al primer lloc amb Gata Kamsky i Aleksandr Lenderman, que va conduir al playoff per determinar el campió. En el desempat per sistema Armageddon, va derrotar Lenderman i després va disputar un matx a ràpides contra Kamsky, el qual va perdre per 1,5 a 0,5, cosa que va donar el títol a Kamsky.
El juny de 2016 fou segon a l'Obert de Chicago amb 7 de 9, per darrere de Vladimir Belous.

### Participació en competicions per equips
Akobian ha participat, representant els Estats Units, a les olimpíades d'escacs de 2006 i 2008, i en ambdues ocasions l'equip hi obtingué la medalla de bronze. Posteriorment participà també a les edicions de 2012 i 2014.